# Acanthopoma annectens
Acanthopoma annectens är en fiskart som beskrevs av Christian Frederik Lütken 1892. Acanthopoma annectens ingår i släktet Acanthopoma och familjen Trichomycteridae. Inga underarter finns listade i Catalogue of Life.